# -деш
Суфікс -деш — індоарійське слово, що означає «країна». З'являється в назвах багатьох регіонів та країн, особливо в Південній та Південно-Східній Азії:
- Деш, Махараштра, місце в Індії
- Бангладеш, країна Південної Азії[1]
- Гурджардеш, історичний регіон Індії, що включає східний штат Раджастан і північний Гуджарат
- Сіндхудеш — концепція, яку запустили деякі націоналістичні партії Сіндхі в Пакистані для створення незалежної держави Сіндхі
- Брахмадеш, альтернативна назва Бірми / М'янми, що означає «Земля Брами»
- Хандеш, історичний регіон Північної Індії
  - Район Хандеш, історичний адміністративний округ
- Гардеш, історична назва регіону Гархваль в штаті Уттараханд